# Línguas ryukyuanas setentrionais
As Línguas Ryukyuanas Setentrionais são um grupo de línguas faladas nas ilhas Amami, prefeitura de Kagoshima e nas ilhas de Okinawa, prefeitura de Okinawa, no sudoeste do Japão. É um dos dois ramos primários das línguas ryukyuanas, que são um ramo das línguas japônicas. As subdivisões das línguas ryukyuanas setentrionais são uma questão de debate acadêmico.

## Classificação interna
Nos tempos do Reino de Ryukyu, o território era dividido em magiri, que por sua vez eram divididos em shima. Um magiri era comparável a uma prefeitura japonesa enquanto shima eram vilarejos individuais. Havia cerca de 800 shima no reino de Ryukyu. Os linguistas Seizen Nakasone e Nishioka Satoshi propuseram que cada shima desenvolveu seus próprios dialetos ou sotaques distintos devido aos habitantes viajarem muito raramente fora de sua shima.
Em alto nível, os linguistas geralmente concordam em fazer a divisão norte-sul. Neste contexto, as línguas ryukyuanas setentrionais cobrem as ilhas Amami e as ilhas de Okinawa. A subdivisão das línguas, no entanto, continua sendo uma questão de debate acadêmico.
No Okinawa-go jiten (1963), Uemura Yukio classificou os subgrupos da seguinte maneira:
- Grupo de dialetos Amami–Okinawanos
  - Língua Kikai
  - Língua Amami
    - Dialeto setentrional
    - Dialeto meridional

  - Língua Tokunoshima
  - Língua Okinoerabu
    - Dialeto oriental
    - Dialeto ocidental

  - Língua Yoron
  - Okinawano setentrional (dialeto Kunigami)
  - Okinawano Meridional

Vários outros tentaram criar grupos intermediários. Uma das duas hipóteses principais divide o ryukyuano setentrional em amami e okinawano, traçando um limite entre a ilha Yoron de Amami e a Ilha de Okinawa. O mesmo limite também foi definido por estudos anteriores, incluindo Nakasone (1961) e Hirayama (1964). Nakamoto (1990) ofereceu um argumento detalhado para isso. Ele propôs a seguinte classificação.
- Dialeto Ryukyuano Setentrional
  - Dialeto Amami
    - Amami setentrional
    - Amami meridional

  - Dialeto okinawano
    - Okinawano setentrional
    - Okinawano meridional

A outra hipótese, a hipótese das três subdivisões, é proposta por Uemura (1972). Ele primeiro apresentou uma lista simples de dialetos e discutiu possíveis agrupamentos, um dos quais é o seguinte:
- Grupo de dialetos Amami–Okinawanos
  - Grupo Ōshima–Tokunoshima
    - Ōshima
    - Tokunoshima

  - Grupo Okinoerabu–Okinawano setentrional
    - Okinoerabu
    - Okinawano setentrional

  - Dialetos okinawanos do centro-sul

A diferença entre as duas hipóteses é se amami meridional e okinawano setentrional formam um grupo. Thorpe (1983) apresentou uma classificação "provisória" semelhante à de Uemura:
- Amami–Okinawa
  - Amami setentrional
    - Kikai
    - Ōshima norte
    - Ōshima sul (com Kakeroma, Yoro, Uke)
    - Tokunoshima

  - Amami meridional–Okinawa setentrional
    - Okinoerabu
    - Yoron
    - Okinawano setentrional
    - Península Motobu
    - Ieshima
    - Izena, Iheya
    - Kudaka

  - Okinawano centro-sul
    - Okinawa central
    - Kume, Aguni, Kerama
    - Okinawa sul

Karimata (2000) investigou Amami Meridional detalhadamente e encontrou inconsistências entre as isoglossas. No entanto, ele favoreceu a hipótese de três subdivisões:
- - Dialetos Amami–Tokunoshima
  - Dialetos Okinoerabu–Yoron–Okinawano setentrional
  - Dialetos Okinawanos centro-sul[3]

A proposta de Karimata (2000) baseia-se principalmente em fundamentos fonéticos. O padrão japonês / e / corresponde a / ɨ / no norte de Amami enquanto foi fundido em / i / em Amami Meridional e Okinawano.
|                                          | olho | cabelo | frente |
| ---------------------------------------- | ---- | ------ | ------ |
| Itsubu, Naze (Amami Ōshima)              | mɨ   | k˭ɨ    | mɘ     |
| Shodon, Setouchi                         | mɨː  | k˭ɨː   | mɘː    |
| Inokawa, Tokunoshima                     | mɨː  | k˭ɨː   | mɘː    |
| Inutabu, Isen (Tokunoshima)              | mɨː  | k˭ɨː   | mɘː    |
| Nakazato, Kikai (Sul de Kikai)           | miː  | k˭iː   | meː    |
| Kunigami, Wadomari (Okinoerabu oriental) | miː  | k˭iː   | meː    |
| Gushiken, China (Okinoerabu ocidental)   | miː  | kʰiː   | meː    |
| Jana, Nakijin (Norte de Okinawa)         | miː  | k˭iː   | meː    |
| Shuritonokura, Naha (Sul de Okinawa)     | miː  | kʰiː   | meː    |

/ kʰ / no início de palavras foi alterado para / h / antes de certas vogais em Amami Meridional e vários dialetos do norte de Okinawa, enquanto o Amami Setentrional tem / k˭ /. A fronteira entre Amami setentrional e meridional é clara, enquanto Amami meridional e o Okinawano setentrional não possuem isoglossos claros.
| Japonês                                  | /ka/ | /ko/ | /ke/ | /ku/ | /ki/ |
| ---------------------------------------- | ---- | ---- | ---- | ---- | ---- |
| Itsubu, Naze (Amami Ōshima)              | k˭   | k˭   | k˭   | kʰ   | kʰ   |
| Shodon, Setouchi                         | k˭   | k˭   | k˭   | kʰ   | kʰ   |
| Inokawa, Tokunoshima                     | k˭   | k˭   | k˭   | kʰ   | kʰ   |
| Inutabu, Isen (Tokunoshima)              | k˭   | k˭   | k˭   | kʰ   | kʰ   |
| Shitooke, Kikai (Norte de Kikai)         | h    | h    | h    | kʰ   | kʰ   |
| Nakazato, Kikai (Sul de Kikai)           | h    | h    | h    | kʰ   | t͡ʃʰ  |
| Kunigami, Wadomari (Okinoerabu oriental) | h    | h    | h    | kʰ   | t͡ʃʰ  |
| Wadomari, Wadomari (Okinoerabu oriental) | h    | h    | h    | kʰ   | t͡ʃʰ  |
| Gushiken, China (Okinoerabu)             | h    | h    | h    | kʰ   | kʰ   |
| Gusuku, Yoron                            | h    | h    | h    | kʰ   | kʰ   |
| Benoki, Kunigami (Norte de Okinawa)      | h    | h    | h    | kʰ   | kʰ   |
| Ōgimi, Ōgimi (Norte de Okinawa)          | h    | h    | h    | kʰ   | kʰ   |
| Yonamine, Nakijin (Norte de Okinawa)     | h    | h    | k˭   | kʰ   | tʒ   |
| Kushi, Nago (Norte de Okinawa)           | k˭   | k˭   | k˭   | kʰ   | kʰ   |
| Onna, Onna (Norte de Okinawa)            | k˭   | k˭   | k˭   | kʰ   | kʰ   |
| Iha, Ishikawa (Sul de Okinawa)           | kʰ   | kʰ   | kʰ   | kʰ   | t͡ʃʰ  |
| Shuri, Naha (Sul de Okinawa)             | kʰ   | kʰ   | kʰ   | kʰ   | t͡ʃʰ  |

A mudança pan-japônica de / p> ɸ> h / pode ser observado em vários estágios em Amami-Okinawano. Ao contrário de Amami setentrional e Okinawano meridional, Amami meridional e Okinawano setentrional tendem a manter a labialidade, embora o grau de preservação varie consideravelmente.
| Japonês                                  | /ha/ | /he/ | /ho/ | /hu/ | /hi/ |
| ---------------------------------------- | ---- | ---- | ---- | ---- | ---- |
| Itsubu, Naze (Amami Ōshima)              | h    | h    | h    | h    | h    |
| Shodon, Setouchi                         | h    | h    | h    | h    | h    |
| Inokawa, Tokunoshima                     | h    | h    | h    | h    | h    |
| Inutabu, Isen (Tokunoshima)              | h    | h    | h    | h    | h    |
| Shitooke, Kikai (Norte de Kikai)         | p˭   | p˭   | ɸ    | ɸ    | p˭   |
| Nakazato, Kikai (Sul de Kikai)           | ɸ    | h    | ɸ    | ɸ    | ɸ    |
| Kunigami, Wadomari (Okinoerabu oriental) | ɸ    | ɸ    | ɸ    | ɸ    | ɸ    |
| Gushiken, China (Okinoerabu ocidental)   | ɸ    | h    | ɸ    | ɸ    | h    |
| Gusuku, Yoron                            | ɸ    | ɸ    | ɸ    | ɸ    | ɸ    |
| Benoki, Kunigami (Norte de Okinawa)      | ɸ    | ɸ    | ɸ    | ɸ    | ɸ    |
| Ōgimi, Ōgimi (Norte de Okinawa)          | ɸ    | pʰ   | ɸ    | ɸ    | pʰ   |
| Yonamine, Nakijin (Norte de Okinawa)     | p˭   | p˭   | p˭   | p˭   | pʰ   |
| Kushi, Nago (Norte de Okinawa)           | ɸ    | ɸ    | ɸ    | pʰ   | pʰ   |
| Onna, Onna (Norte de Okinawa)            | p˭   | p˭   | p˭   | pʰ   | pʰ   |
| Iha, Ishikawa (Sul de Okinawa)           | h    | h    | h    | h    | h    |
| Shuri, Naha (Sul de Okinawa)             | h    | ɸ    | h    | h    | ɸ    |

Tais características compartilhadas parecem apoiar a hipótese de três subdivisões. No entanto, Karimata também apontou várias características que agrupam Amami setentrional e meridional juntas. Em Amami, o  / kʰ / no meio de palavras muda para / h / ou até desaparecia inteiramente quando estava rodeado por / a /, / e / ou / o /. Isso raramente pode ser observado nos dialetos de Okinawa. O / -awa / da língua japonesa corresponde a / -oː / em Amami e / -aː / em Okinawano. Uemura (1972) também argumentou que, se o propósito da classificação não era de filogenia, a hipótese de duas subdivisões de Amami e Okinawan também era aceitável.
Pellard (2009) adotou uma abordagem computacional para o problema de classificação. Sua inferência filogenética foi baseada em características fonológicas e lexicais. Os resultados descartaram a hipótese de três subdivisões e reavaliaram a hipótese de duas subdivisões, embora a classificação interna de Amami seja substancialmente diferente das convencionais. A classificação renovada é adotada por Heinrich et al. (2015).
A inclusão da ilha de Kikai permanece altamente controversa. As três comunidades do norte da ilha de Kikai compartilham o sistema de sete vogais com Amami Ōshima e Tokunoshima, enquanto o restante é agrupado com Okinoerabu e Yoron para seus sistemas de cinco vogais. Por esta razão, Nakamoto (1990) subdividiu Kikai da seguinte maneira:
- Dialeto Amami
  - Dialeto Amami setentrional
    - Amami Ōshima setentrional
    - Amami Ōshima meridional
    - Kikai setentrional

  - Dialeto Amami meridional
    - Kikai meridional
    - Okinoerabu
    - Yoron.

Baseado em outras evidências, no entanto, Karimata (2000) tentativamente agrupou dialetos Kikai juntos. Lawrence (2011) argumentou que a evidência lexical apoiava o grupo de Kikai, embora ele se abstivesse de determinar sua relação filogenética com outros dialetos de Amami. Lawrence (2011) argued that lexical evidence supported the Kikai cluster although he refrained from determining its phylogenetic relationship with other Amami dialects.
Desde 2014, Ethnologue apresenta outra hipótese de duas subdivisões: agrupa Amami meridional, Okinawano setentrional e meridional para formar Amami-Okinawano meridional, que é contrastado com Amami-Okinawano setentrional. Também identifica Kikai como Amami-Okinawano setentrional.
Heinrich et al. (2015) referem-se às subdivisões do norte Ryukyuan como apenas "Amami" e "Okinawano". Há uma nota que outras linguagens, especificamente dentro da língua Yaeyama, deveriam ser reconhecidas como distintas e independentes por causa de ininteligibilidade mútua.